# Cytomegalovirus
Cytomegalovirus (CMV) är ett mycket vanligt förekommande virus. I Sverige har ca 70 % av den vuxna befolkningen haft den infektion av viruset. Inkubationstiden är 4-8 veckor. Symptomen märks ofta inte alls, men kan också leda till en besvärlig infektion som varar mellan en och fem veckor med feber. Första gången man får CMV kallas primärinfektion. Man får då ett skydd som i princip är livslångt. Viruset stannar dock kvar i kroppen. Vid nedsatt immunförsvar kan man drabbas av sekundär infektion (jämför bältros) vid lågt immunförsvar.
Om en gravid kvinna drabbas av primär CMV-infektion kan viruset överföras till fostret, och leda till fosterskador. Vanligaste skadan är dövhet. Neurologiska skador som hydrocefalus förekommer också. I sällsynta fall kan barnet födas med mikrocefali.

## Cytomegalovirus och cancer
Mycket tyder på att infektion av cytomegalovirus spelar en roll i utvecklingen av vissa former av cancer. Mycket forskning har gjorts för att utröna hur stor denna roll är, och hur många cancerformer det gäller.